# Светске игре слепих 2023.
Светске игре младих 2023. године у организацији Међународне спортске федерације слепих је мулти-спортски догађај за слепе особе.

## Историјат
Међународна спортска федерација слепих је назначила да ће почети потрагу за земљом домаћином у другој половини 2018. године. Дана 11. маја 2020. године, удружење Спорт за слијепе Велике Британије и Универзитет у Бирмингему у Енглеској најављени су као домаћини за наредне игре, за 18. и 27. август 2023. године. Турнир је представио спортове стреличарство, шах, крикет, фудбал за слепе, голбол, параџудо, пауерлифтинг, шоудаун, куглање на десет чуњева и тенис за слепе. Ове игре такође служе као квалификације за параолимпијске игре за голбол, фудбал за слепе и параџудо.

## Спортови
- Стреличарство (3) (детаљи)
- Шах (2) (детаљи)
- Крикет за слепе (2) (детаљи)
- Фудбал за слепе (3) (детаљи)
- Голбол (2) (детаљи)
- параџудо (18) (детаљи)
- Пауерлифтинг (38) (детаљи)
- Шоудаун (спорт) (3) (детаљи)
- Kuglanje na deset čunjeva (9) (детаљи)
- Тенис (11) (детаљи)

## Догађаји

### Стреличарство
Двадесет осам стреличара из десет земаља учествовало је у такмичењу у стреличарству. Међутим, Велика Британија је већину медаља, медаља у сваком појединачном догађају. B1 финале је било између Белгијанца Рубена Ванхолебека и Клајва Џонса из Велике Британије, а Ванхолебек је узео злато. Бронза је припала Лоредани Руиси из Италије која је победила Тумисииме Гад Раубен из Уганде. Четири од 6 медаља у финалима VI2/3 и VI припале су британским стрелцима. Стив Провс је победио Ника Томаса, оба из Велике Британије, и освојио злато у VI2/3, за бронза иде Белгијанацу Катлин Меуренс. У VI Опен, Тери Пајпер (Велика Британија) је освојила злато, а сребро Андреа Томас (Велика Британија). Дебора Рајт је освојила бронзу за Велику Британију.

### Шах
Двадесет играча из седам земаља учествовало је на шаховском турниру на Играма 2023. године. Медаље су додељене за најбоље појединачне резултате на турниру, најбоље појединачне резултате жена и најбоље комбиноване резултате тимова од два играча из сваке земље. Појединачну златну медаљу освојио је Дациан Прибеану из Румуније; Аксадксон Кимсанбојев из Узбекистана узео је сребро, а Золтан Зáмбо из Мађарске узео је бронзу. Женску појединачну златну медаљу освојила је Хана Виликс из Мађарске. Екипне златне медаље припале су Золтану Замбо и Хани Виликс из Мађарске; Дациан Прибеану и Јонел Морариу из Румуније освојили су сребрне медаље, а бронзу су освојили Аксадксон Кимсанбоyев и Илхом Гʻуломов из Узбекистана.

### Крикет
Игре 2023. биле су прве које су укључиле крикет и представиле су и мушко и женско такмичење. Енглеска, Аустралија и Индија су послале и мушке и женске тимове на Игре. Овај турнир означава деби аустралијске женске репрезентације на међународном нивоу. Упркос томе што је активан женски тим, Пакистан је послао само свој мушки тим због ограничења финансирања. Бангладеш је био последњи мушки тим који се такмичи на Играма 2023. године.
Индија жене обезбедила своје место у финалу, удобно победом у своје прве 3 игре. Пакистан се квалификовао за мушко финале победом све 4 своје групне утакмице. Индија људи је полуфинале победом три од својих 4 игре, само изгубила од Пакистана. Аустралија је заузела друго место у женском финалу са већом стопом нето трчања од Енглеске.
У женском финалу, Аустралија ударио први и поставио резултат са 114/8 за 20 оверс. Киша је зауставила игру која је оставила Индију са ревидираним циљем од 42 трчања које су направили у 21 лопти. То је Индију непоражен на играма, пошто је освојио свих 5 мечева су играли. Мушки турнир завршио је Бангладешом који је освојио бронзу након што је изгубио од Индије у полуфиналу. Бангладеш је поставио Индији циљ од 145 трчања које су направили у 17 овера који су их одвели у финале. Мушки финале је освојио Пакистан који је Индије циљ 185 у 14.1 оверс, што је њихов 5. непоражени меч на играма.

### Фудбал
Украјина је освојила мушки фудбал за слепе против Енглеске 4-3 у продужетку, њихова трећа узастопна титула. Шпанија је победила Јапан 9-0 и заузела треће место.
Женски фудбал за слепе освојила је Аргентина која је победила Јапан 2-1 у финалу. Осим што је прво светско првенство за женски фудбал за слепе, финале је такође имало потпуно женски судијски тим. Треће место плеј-оф између Индије и Шведске завршио 0-0, али Шведска на крају победила на пенале 1-0.
У мушком фудбалу за слепе, Аргентина је такође узела злато након тесне утакмице против Кине. Било је 0:0 у пуном времену и отишло је на пенале, а завршило се 2:1 за Аргентију. Бронзана медаља припала је Бразилу који је победио Колумбију 7-1.

### Голбол
Четрнаест тимова се такмичило у мушкој конкуренцији у голблу и дванаест у женској. Они су затим подељени у две групе које су играле једни друге у формату роунд-робин. Прва четири из сваке групе затим су напредовали у нокаут рунду.

### Женска конкуренција
Бразил, Канада, САД и Немачка су на врху групе А да би се квалификовали за нокаут фазу, а Кина, Јапан, Израел и Велика Британија су били на врху групе Б. Бразил, Канада, Јапан и Кина су се пласирали у полуфинале. Јапан је победио Бразил 4:3 и заузео прво место у финалу, а друго је отишло Кини која је победила Канаду 6:1. Бразил је победио Канаду 2 до 0 и освојио бронзану медаљу, а Јапан је изгубио од Кине са 3 до 0 и освојио сребрну медаљу. Златна медаља Кине значи да су се сада квалификовали за Параолимпијске игре 2024. године.

### Мушка конкуренција
Група Х је на врху Литванија, Јапан, Јужна Кореја и Финска. Прва четири места у групи Y заузели су Украјина, Иран, САД и Турска. Четири екипе које су се пласирале у полуфинале биле су Литванија, Јужна Кореја, Украјина и Јапан. Прво место у финалу заузела је Јужна Кореја која је победила Литванију 11:7, а друго место је припало Јапану након победе од 3:4 над Украјином. Бронзана медаља припала је Украјини након што је победила Литванију 9:2, а сребро је припало Јужној Кореји која је изгубила од Јапана 3:7. Златна медаља Јапана значи да су се сада квалификовали за Параолимпијске игре 2024. године.

### Џудо
Укупно 18 златних медаља било је доступно на утакмици 2023. године, а такмичило се 236 спортиста из 42 земље. Светске игре такође служе као квалификације за Параолимпијске игре у Паризу 2024. године. Обе екипне златне медаље отишле су у Казахстан, а обе сребрне екипне медаље отишле су у Узбекистан.

### Пауерлифтинг
На Играма 2023. године оборени су светски рекорди у чучњевима. Египћанац Ахмед Хемид чучнуо је 213 кг у тежинској класи од 75 кг, а Украјинац Андрил Миронец чучнуо је 223 кг у класи од 82,5 кг и поставио нове светске рекорде.

### Куглање на десет чуњева
Пољски куглаши доминирали су појединачним категоријама на играма 2023. године, освојивши B1 и B2 женска финала и B1 и B2 мушка финала. Каролина Рзепа победила је у женском финалу B1 са укупним резултатом 1.055, а Јадвига Рогачка је победила у финалу B2 са резултатом 1329. Здзислаw Козиеј из Пољске освојио је B1 мушко финале са укупним резултатом 1,090. Миечyслаw Контрyмоwиц је освојио B2 мушко финале са резултатом 1,561. Оба финала B3 освојили су корејски куглаши, а Ли Кун Хие је победио у женском финалу са резултатом 1584 и Бае Јинхиунг је победио у мушком финалу са резултатом 1555. У дублу, Пољска је наставила да доминира, узимајући злато и сребро у мешовитом дублу и сребро у женском и мушком дублу.

### Шоудавн
Турнир у шоудавну на Играма 2023. састојао се од мушких, женских и тимских такмичења. Мушко финале освојио је Денисс Овсјаņиковс из Летоније који је победио Пољака Кристијана Кисила 3 сета према 1. Бронзу је узео Адриан Слонинка из Пољске након што је победио Белгијанац Кристоф Еилерс 3 сета према 2. У женском финалу Елзбиета Миелжарек из Пољске игра против Финкиње Ханна Вилми, а Миелжарек је победио 3 сета на нулу. У мечу за бронзану медаљу два Италијана су се суочила. Гразиана Мауро освојила је 3 сета на нулу против Соња Транчина да обезбеди медаљу. Тимски догађај је наставио доминацију Пољске која је победила Италију у финалу. Финска је победила Летонију и узела бронзану медаљу.

### Тенис
Укупно 11 златних медаља у тенису било је доступно на Играма по половима и класификацијама. Било је појединачних такмичења за мушкарце и жене у B1, B2, B3 и B4/5, као и B2/4 мушки и женски дубл. Поред тога, постојао је и B1 мешовити дубл.
Аустралијски играчи доминирали су на Играма, узимајући 5 од 11 доступних златних медаља и још две бронзане и сребрне медаље. Међу њима је био Арато Катсуда-Грин, који је узео сребро у B2/4 мушком дублу и бронзу у B4/5 мушком синглу и окренуо 12 током Игара.
Британски тенисери су укупно освојили 11 медаља, укључујући 2 злата.